# Mesapamea secalina
Mesapamea secalina là một loài bướm đêm trong họ Noctuidae.